# Observatoire des sciences de l'Univers de Grenoble
L'Observatoire des sciences de l'Univers de Grenoble (OSUG) est un observatoire des sciences de l'Univers (OSU) associé à l'Institut national des sciences de l'Univers (INSU) du CNRS et une école interne de l'université Grenoble-Alpes. Les OSU ont pour mission l’observation, la recherche, la formation et la diffusion des connaissances. L’OSUG œuvre dans tous les domaines des Sciences de l’Univers, de la planète Terre et de l’environnement. Il fédère environ 1400 personnes au sein de 8 unités de recherche, 5 équipes associées et 2 unités mixtes de service, principalement localisé sur le domaine universitaire de Grenoble mais aussi sur le site du Bourget du Lac (USMB), Thonon Les Bains (site INRAE) et Col du Lautaret (commune de Villar d'Arênes, jardin du Lautaret de l'UGA). L'OSUG est ainsi implanté sur 2 régions (AuRA et PACA) et sur 4 départements (05, 38, 73 et 74).

## Histoire
L'OSUG est créé par un décret du 26 novembre 1985. Le 8 juillet 2016, l'OSUG inaugure six bâtiments construits ou réhabilités dans le cadre du programme Envirhônalp pour un montant global de l'ordre de 22 millions d'euros.
Depuis 2021, l'OSUG compte 5 tutelles principales : Université Grenoble Alpes, CNRS (instituts INSU et INEE), IRD, INRAE et MeteoFrance. L'université Savoie Mont-Blanc, l'université Gustave Eiffel et G INP-UGA sont tutelles secondaires.

## Directeurs-trice
- 2021 - : Nathalie Cotte
- 2016 - 2020: Michel Dietrich
- 2011 - 2015: Michel Fily
- 2011 (6 mois) : Christian Perrier
- 2007 - 2010: Henri-Claude Nataf
- 2002 - 2006: Jean-Pierre Gratier
- 1997 - 2001: Guy Perrier
- 1991 - 1996: Claude Bertout
- 1985 - 1990: Alain Omont

## Unités de l'OSUG
Pour mener à bien ses missions pluridisciplinaires, l’Observatoire de Grenoble fédère : 8 unités de recherche (ISTerre, IPAG, IGE, LEGI, LECA, LESSEM, EDYTEM  et CARRTEL), 5 équipes de recherche associées (FAME/ESRF, CEN/CNRM, Environnements/PACTE, SigmaPhy/Gipsa-Lab, LAME/LIPhy) et 2 unités de services (UAR OSUG et Jardin du Lautaret).

## Domaine de recherche et services d'observation
L’observation des milieux naturels qui nous entourent est la première étape nécessaire à leur compréhension.
En tant que membre du réseau des Observatoires des sciences de l’Univers (OSU), l’OSUG assure des services d’observation à destination des communautés scientifiques nationale et internationale.
Ces observations visent à retracer l’histoire de l’Univers, et en particulier celle de notre planète, à cerner les interactions et rétroactions entre l’intérieur de la Terre, l’océan, l’atmosphère et les surfaces continentales, à suivre l’évolution de notre environnement naturel, à modéliser le climat et à comprendre l’impact des activités humaines sur les changements observés.
Ces changements résultent souvent de mécanismes naturels lents entrecoupés d’événements soudains (séismes, crues...). Leur caractérisation implique donc un suivi continu et de longue durée.
Les données récoltées sur le terrain sont étudiées à la lumière des recherches les plus récentes et les alimentent en retour. Elles sont confrontées à des modélisations numériques avancées et à des expérimentations en laboratoire. Les opérations de surveillance des systèmes naturels favorisent notamment la prévision et la gestion des ressources et des risques.

## Collections et espace muséographique
En 2003, l'OSUG réalise le sentier planétaire de l'Arboretum Robert Ruffier-Lanche sur le domaine universitaire de Grenoble.
En 2010, l'OSUG, à la demande de la ville de Grenoble, dessine et illustre un sentier géologique le long de la montée pédestre Saint-Laurent de la Bastille.
En 2016, l'Observatoire lance son premier espace muséographique, qui met en valeur ses collections géologiques et les observations scientifiques de l’établissement depuis ses débuts.